# جان ساکسون
جان ساکسون (به انگلیسی: John Saxon) (۵ اوت ۱۹۳۵ – ۲۵ ژوئیه ۲۰۲۰) بازیگر و رزمی‌کار اهل آمریکا بود. از مهم‌ترین نقش‌آفرینی‌های او می‌توان به حضور در کنار بروس لی در فیلم اژدها وارد می‌شود و بازی در فیلم‌های تازه‌کار بی‌رغبت و کابوس در خیابان الم اشاره کرد. او همچنین در فیلم‌های «نابخشوده»، «جو کید»، «آپالوسا»، «لحظه بی محافظ»، «کریسمس سیاه» و «جاناتان و خرسها» ایفای نقش کرد.
ساکسون یک ایتالیایی-آمریکایی اهل بروکلین بود که در طول کار طولانی خود شخصیت‌های قومی مختلفی را بازی کرد.

## جان ساکسون و دنیای وسترن
او با فیلم‌های ترسناک وارد عالم سینما شد اما این آثار وسترن بودند که باعث درخشش وی شدند. اولین فیلم مهم وسترن او نابخشوده اثر جان هیوستون بود که در کنار برت لنکستر و آدری هیپبورن به ایفای نقش پرداخت. بازی وی در نقش یک راهزن بی رحم مکزیکی در نقش مقابل «مارلون براندو» در فیلم وسترن آپالوسا در سال ۱۹۶۶ برای او جایزه گلدن گلوب را به ارمغان آورد.
او سال بعد در فیلم وسترن وینچستر ۷۳ با جیمز استوارت همبازی شد و سپس در سال ۱۹۶۹ به وسترن مرگ یک تیرانداز پیوست. سپس او در سال ۱۹۷۲ در وسترن مهم دیگری به ایفای نقش پرداخت. جو کید در کنار کلینت ایستوود.

## جان ساکسون در بهترین فیلم رزمی تاریخ سینما
همکاری او با بروس لی استاد و بازیگر و کارگردان فیلم‌های رزمی به سال ۱۹۷۳ بازمی‌گردد در فیلم اژدها وارد می‌شود. ساکسون در این فیلم در نقش «روپر»، که یک قمارباز است در مسابقات هنرهای رزمی شرکت می‌کند، ظاهر می‌شود. دلیل انتخاب ساکسون فعالیت طولانی در عرصه هنرهای رزمی بود. او در دو سبک شوتوکان و جودو دارنده کمربند مشکی بود. وی همچنین در روزهای فیلمبردادی اژدها وارد می‌شود برخی از فنون جیت کان دو را توسط بروس لی فرا گرفت.

## تجربه‌های متفاوت
در سال ۱۹۷۴ ساکسون به فیلم سیاره زمین به کارگردانی مارک دنیلز پیوست. فیلم داستان مردی بود که پس از اینکه از خواب مجازی بیدار می‌شود خود را در قرن ۲۲ می‌بیند، جایی که زنان بر جهان حکومت می‌کنند و مردان برده‌هایی هستند که دینکی نامیده می‌شوند. او دستگیر و به عنوان برده فروخته می‌شود، اما تلاش می‌کند که فرار کند.
ساکسون در همین سال در فیلم کریسمس سیاه در نقش یک رئیس پلیس ظاهر شد که در میان یک فرقه کانادایی اشتباهی مرگبار مرتکب می‌شود. ساکسون در سال ۱۹۷۵ فیلم دام شکن (میتچل) را بر روی پرده داشت. وی در فیلم دودمان در سال ۱۹۷۶ محصول شبکه ABC در نقش «رشید احمد» یک سرمایه‌دار قدرتمند خاورمیانه که عاشق «الکسیس کالبی» با بازی جوان کالینز ظاهر شد. وی در همین سال در فیلم توطئه سویسی بازی کرد. جان در سال ۱۹۷۸ در فیلم هندی شالیمار (معبد عشق) در کنار درمندرا ظاهر شد.

## بازگشت به ژانر وحشت
ساکسون که با ملکه خون (۱۹۶۶) ژانر وحشت را تجربه کرده بود در ۱۹۸۰ فیلم ترسناک آخرالزمان آدم‌خوار را بازی کرد و در سال ۱۹۸۲ با فیلم اشتباه درست است با شون کانری همبازی شد. در سال ۱۹۸۴ در فیلم ترسناک بسیار موفق کابوس در خیابان الم در نقش اصلی و در کنار جانی دپ که اولین نقش آفرینی اش در سینما بود حضور یافت. او بعدها نقش خود در این فیلم را در قسمت سوم و هفتم ممجوعه کابوس در خیابان الم تکرار کرد. ساکسون بار دیگر در سال ۱۹۹۳ به فیلم‌های وسترن بازگشت. در جاناتان و خرسها که به عبارتی دنباله کئوما محسوب می‌شود به ایفای نقش پرداخت. وی سال بعد در قسمت سوم از مجموعه فیلم پلیس بورلی هیلز بازی کرد. سپس در سال ۱۹۹۵ به بازیگران فیلم ترسناک نامتعارف و موفق از گرگ و میش تا سحر ملحق شد. او در سال ۲۰۰۹ در فیلم نبرد گرگینه‌ها ظاهر شد.

## یادی از بروس لی افسانه ای
ساکسون در سال ۲۰۱۲ در مصاحبه با لس آنجلس تایمز گفت: بروس لی من را جدی می‌گرفت. من به او می‌گفتم ترجیح می‌دهم این کار را انجام دهم، و او می‌گفت، خوب، این کار را امتحان کن.

## درگذشت
وی شنبه (سال ۲۰۲۰) بر اثر ذات الریه در مورفرسبوروی تنسی در ۸۴ سالگی درگذشت.

## فیلم‌شناسی
- تازه‌کار بی‌رغبت (۱۹۵۸)
- ماهیگیر بزرگ (۱۹۵۹)
- نابخشوده (۱۹۶۰)
- دختری که زیاد می‌دانست (۱۹۶۳)
- کاردینال (۱۹۶۳)
- ملکه خون (۱۹۶۶)
- جو کید (۱۹۷۲)
- اژدها وارد می‌شود (۱۹۷۳)
- کریسمس سیاه (۱۹۷۴)
- سایه‌های ناآشنا در اتاقی خالی (۱۹۷۶)
- شالیمار (۱۹۷۸)
- دسته سریع (۱۹۷۹)
- نبرد فراسوی ستارگان (۱۹۸۰)
- خروس (۱۹۸۲) (تلویزیونی)
- تنبرائه (۱۹۸۲)
- قتل در گورستان اتروسک (۱۹۸۲)
- اشتباه درست است (۱۹۸۲)
- کابوس خیابان الم (۱۹۸۴)
- تب هیجانی شدید (۱۹۸۵)
- انتقامجویی از آینده (۱۹۸۶)
- کابوس در خیابان الم ۳: روئیای جنگجویان (۱۹۸۷)
- کابوس جدید وس کروین (۱۹۹۴)
- پلیس بورلی هیلز ۳ (۱۹۹۴)
- از گرگ و میش تا سحر (۱۹۹۵)